# Damon Lindelof
Damon Laurence Lindelof (24. travnja 1973.) je američki televizijski scenarist i producent te filmski scenarist najpoznatiji po tome što je bio jedan od glavnih kreatora i voditelja televizijske serije Izgubljeni (2004. – 2010.). Što se televizije tiče također je pisao i producirao epizode serije Crossing Jordan (2001. – 2004.) te pisao za seriju Nash Bridges (2000. – 2001.). Što se, pak, filmova tiče Lindelof je najpoznatiji po potpisu scenarija za filmove Kauboji i vanzemaljci (2011.), Prometej (2012.) i Zvjezdane staze: U tami (2013.). Lindelof je također jedan od kreatora HBO-ove serije The Leftovers koja je temeljena na romanu autora Toma Perrotte.

## Osobni život
Lindelof je rođen u Teanecku, New Jersey kao sin učiteljice Susan Klausner i bankovnog menadžera Davida Lindelofa. Pohađao je srednju školu u Teanecku za koju je znao reći da mu je zbog različitosti učenika koji su je pohađali proširila horizonte kao pisca. Njegova majka je Židov, a otac ima skandinavsko podrijetlo. Lindelof je o svom ranom djetinjstvu izjavio: "Bio sam Židovski bijelac koji je odrastao u Teanecku, ali koji je istovremeno imao prijatelje iz Afrike, Filipina i Azije; imati toliko različite prijatelje tijekom srednje škole dok se obrazujete predivno je iskustvo." Lindelof je pohađao filmsku školu na sveučilištu u New Yorku, a nakon diplome preselio se u Los Angeles.
Njegovoj karijeri uvelike je pomogao ulazak u polufinale 1999. godine za Nicholl Fellowship za njegov scenarij Perfectionists. Prije toga radio je na pregledavanju scenarija za kompanije Paramount, Fox i Alan Ladd Studios.
Lindelof je veliki samo-prozvani obožavatelj autora Stephena Kinga na čije je radove uvodio mnoge reference tijekom rada na televizijskoj seriji Izgubljeni, a više od nekoliko puta je u službenim podcastovima serije znao reći da je Kingova knjiga Stav služila kao velika inspiracija za seriju. Lindelof je također izjavio da je grafička novela Watchmen autora Alana Moorea najbolji uradak popularne fikcije ikada produciran, a njezin utjecaj na seriju Izgubljeni vidljiv je na više mjesta. Uz sve to, izjavio je da je i televizijska serija Twin Peaks autora Davida Lyncha također imala snažan utjecaj na Izgubljene. Kao svoje najomiljenije filmove Lindelof je istaknuo Touch of Evil, Otimači izgubljenog kovčega, Pakleni šund, Isijavanje, Bambi i Kum II. Damon je također veliki obožavatelj televizijskih serija Žica, Na putu prema dolje i Battlestar Galactica.
Godine 2005. Lindelof se oženio za Heidi Mary Fugeman s kojom ima jedno dijete.
Lindelof je poznat po svojim javnim napisima na Twitteru u kojima je pisao osobne reakcije na filmove poput Vitez tame: Povratak te branio konstantne negativne reakcije publike na završetak televizijske serije Izubljeni. Nakon mnoštva negativnih komentara na njegovom profilu, Lindelof ga je izbrisao 14. listopada 2013. godine.

## Karijera

### Izgubljeni
Lindelof je bio izvršni producent i jedan od glavnih autora (uz Carltona Cusea) na televizijskoj seriji Izgubljeni. Lindelof i ostatak scenarista serije osvojili su nagradu Ceha scenarista za najbolju dramsku seriju u veljači 2006. godine za svoj rad na prvoj i drugoj sezoni serije. Dodatna tri puta Lindelof je bio nominiran za istu nagradu: u veljači 2007. godine za rad na drugoj i trećoj sezoni, u veljači 2009. za rad na četvrtoj sezoni i u veljači 2010. godine za rad na petoj sezoni. Lindelof i njegov ko-scenarist Drew Goddard također su bili nominirani za istu nagradu u veljači 2008. godine za najbolju epizodu serije ("Flashes Before Your Eyes").

#### Popis epizoda serijeIzgubljeničiji je Lindelof scenarist
| - "Pilot: 1. i 2. dio" (1x01 i 1x02, s J. J. Abramsom i Jeffreyjem Lieberom) - "Tabula Rasa" (1x03) - "Confidence Man" (1x08) - "Whatever the Case May Be" (1x12 s Jennifer M. Johnson) - "Homecoming" (1x15) - "Deus Ex Machina" (1x19 s Carltonom Cuseom) - "Exodus" (1x23, 1x24, & 1x25 s Carltonom Cuseom) - "Man of Science, Man of Faith" (2x01) - "...And Found" (2x05 s Carltonom Cuseom) - "The Other 48 Days" (2x07 s Carltonom Cuseom) - "The 23rd Psalm" (2x10 s Carltonom Cuseom) - "One of Them" (2x14 s Carltonom Cuseom) - "Lockdown" (2x17 s Carltonom Cuseom) |  | - "?" (2x21 s Carltonom Cuseom) - "Live Together, Die Alone" (2x23 & 2x24 s Carltonom Cuseom) - "A Tale of Two Cities" (3x01 s J.J. Abramsom) - "I Do" (3x06 s Carltonom Cuseom) - "Flashes Before Your Eyes" (3x08 s Drewom Goddardom) - "Enter 77" (3x11 s Carltonom Cuseom) - "Left Behind" (3x15 s Elizabeth Sarnoff) - "The Brig" (3x19 s Carltonom Cuseom) - "Through the Looking Glass" (3x22 & 3x23 s Carltonom Cuseom) - "The Beginning of the End" (4x01 s Carltonom Cuseom) - "The Constant" (4x05 s Carltonom Cuseom) - "There's No Place Like Home" (4x12, 4x13, & 4x14 s Carltonom Cuseom) - "Because You Left" (5x01 s Carltonom Cuseom) |  | - "316" (5x06 s Carltonom Cuseom) - "The Life and Death of Jeremy Bentham" (5x07 s Carltonom Cuseom) - "Whatever Happened, Happened" (5x11 s Carltonom Cuseom) - "The Incident" (5x16 & 5x17 s Carltonom Cuseom) - "LA X" (6x01 & 6x02 s Carltonom Cuseom) - "Lighthouse" (6x05 s Carltonom Cuseom) - "Happily Ever After" (6x11 s Carltonom Cuseom) - "Across the Sea" (6x15 s Carltonom Cuseom) - "The End" (6x17 & 6x18 s Carltonom Cuseom) |

### Ostali projekti
Lindelof je bio jedan od scenarista filma Prometej redatelja Ridleyja Scotta koji je u kino distribuciju krenuo u lipnju 2012. godine.
Također je producent televizijske serije Bilo jednom koju su kreirali bivši scenaristi serije 'Izgubljeni. Lindelof je bio ko-producent filma Zvjezdane staze iz 2009. godine. Uz to što je producirao i njegov nastavak, Lindelof je također napisao i scenarij skupa s Alexom Kurtzmanom i Robertom Orcijem. S njima dvojicom također je adaptirao i stripovski serijal Kauboji i vanzemaljci kojeg je režirao Jon Favreau.
Neko vrijeme kružile su glasine da će nakon završetka serije Izgubljeni, J. J. Abrams i Lindelof zajedno napisati i producirati filmske adaptacije književnog serijala The Dark Tower autora Stephena Kinga, ali je Lindelof sve demantirao izjavom: "Nakon što sam šest godina radio na Izgubljenima posljednja stvar koju sada želim raditi jest provesti još sedam godina adaptirajući moje omiljene knjige. Toliki sam obožavatelj Stephena Kinga da sam prestrašen idejom da bih mogao upropastiti njegova djela. Dao bih sve da vidim te priče na velikom ekranu, ali da ih napiše netko drugi. Pretpostavljam da će to netko jednoga dana i učiniti. Samo taj netko neću biti ja."
Trenutno je Lindelof glavni kreator televizijske serije The Leftovers za čiju je prvu sezonu televizijska mreža HBO naručila 10 epizoda.

## Vanjske poveznice
- Intervjui s Damonom Lindelofom, 28. ožujka, 17. srpnja i 21. kolovoza 2005. godine na LostTV-Forum.com
- Damon Lindelof podcast  Arhivirana inačica izvorne stranice od 29. rujna 2007. (Wayback Machine), Marvel.com
- Arhivirana inačica izvorne stranice od 16. prosinca 2014. (Wayback Machine), Entertainment Weekly, intervju od 4. svibnja 2011. godine